# ʿAlī-Dede al-Bosnawī
ʿAlā' ad-Dīn ʿAlī-Dede ibn Mustafā al-Bosnawī as-Sigetwārī (arabisch علاء الدين علي دادا بن مصطفى البوسنيوي السكتواري, DMG ʿAlāʾ ad-Dīn ʿAlī Dede ibn Mustafā al-Bosnawī as-Sikatwarī geb. in Mostar, gest. 1598 in der Festung Szolnok) mit dem Beinamen „Scheich der Türbe“ (šaiḫ at-turba), war ein bosnischer Chalwatīya-Scheich, Vorsteher einer Tekke in Szigetvár, Dichter und Verfasser verschiedener arabischsprachiger Werke.

## Leben
ʿAlī-Dede begann sein Studium in Mostar. Später setzte er seine Ausbildung in Istanbul fort und erhielt eine „Lehr-Idschāza“ (Iǧāzāt-i iršād). Der Chalwatīya-Scheich Muslih ad-Dīn ibn Nūr ad-Dīn (gest. 1574) führte ihn in die Mystik ein. Und ʿAlī-Dede lernte bei ihm, bis der Scheich ihn zu einem seiner Stellvertreter (ḫulafāʾ) machte. Danach verbrachte er mehrere Jahre in der Nähe der Kaaba, studierte die Werke von Muhyī d-Dīn Ibn ʿArabī und as-Suyūtī und schrieb Lobgedichte auf den mekkanischen Haram. Deshalb erhielt er den Nom de plume al-Haramī.
Nach seiner Rückkehr nach Rumelien ernannte ihn der osmanische Großwesir Sokollu Mehmed Pascha zum Scheich der Türbe in Szigetvár, in der die Eingeweide von Sultan Süleyman I. begraben worden waren, nachdem er 1566 bei der Belagerung von Szigetvár gestorben war. Diese Türbe, von der ʿAlī-Dede seinen Beinamen erhielt, war eine Tekke angeschlossen, die über einen Waqf, zu dem mehrere Dörfer gehörten, unterhalten wurde. In dieser Tekke betätigte sich ʿAlī-Dede als Lehrer und Dichter.
Im Jahre 1592 schickte ihn Sultan Murad III. nach Mekka, damit er dort den Maqām Ibrāhīm wiederherstellte. Er starb 1598 in der Festung von Szolnok, als er als Geistlicher den osmanischen Feldzug nach Großwardein begleitete. Seine Leiche wurde nach Szigetvár gebracht, wo man ihn begrub.

## Werke
ʿAlī-Dede hat seine Werke ausschließlich auf Arabisch verfasst. Hierzu gehören:
- Muḥāḍarat al-awāʾil wa musāmarat al-awākhir („Vorlesungen über die ersten Dinge und Abendunterhaltungen über die letzten Dinge“), zweiteiliges Werk mit Kurzberichten darüber, wann bestimmte Praktiken, Bräuche, Regeln zum ersten Mal aufkamen (1. Teil), und wann sie zum letzten Mal geschehen bzw. geschehen werden (2. Teil). Bei dem ersten Teil handelt es sich um eine Bearbeitung von as-Suyūtīs Kitāb al-Wasāʾil ilā maʿrifat al-awāʾil, der zweite Teil ist eine originäre Arbeit.[6] Wie die Vorlage ist das Buch nach Themengebieten geordnet. Der Autor schloss das Werk im Radschab 998 (= Mai 1590) ab. Das Werk wurde im Jahre 1300 d.H. (= 1882/83 n. Chr.) in Bulaq zum ersten Mal gedruckt.[7]
- Ḫawātim al-ḥikam (“Die Siegel der Weisheiten”), oder Ḥall ar-rumūz wa-kašf al-kunūz (“Auflösung der geheimen Symbole und Enthüllung der Schätze”) bzw. Asʾilat al-ḥikam, Buch mit 360 Fragen und mystischen Antworten zur „Weisheit“ von Gesetzesvorschriften. Das Werk wurde im Muharram 1000 (= Oktober 1591) abgeschlossen.[8] Das Faksimile einer Handschrift, die im Jahre 1670 hergestellt wurde und im Walters Art Museum aufbewahrt wird, ist digital zugänglich.[9]
- Tamkīn al-maqām fī l-masǧid al-ḥarām, Abhandlung über den richtigen Standort für den Maqām Ibrāhīm in der al-Harām-Moschee von Mekka.
- Risālat al-Intiṣār li-qudwat al-aḫyār („Abhandlung über den Sieg für das Leitbild der Wackeren“), panegyrische Schrift für Sultan Murad III. (reg. 1574–1595).[10]
- Risāla fī bayān riǧāl al-ġaib, Abhandlung über das mystische Konzept der „Männer der Verborgenheit“ (riǧāl al-ġaib).[11]

## Belege
1. 1 2 3  Popovic: “ʿAlī Dede al-Sigetvārī”. 2011.
2. 1 2 3  al-Muḥibbī: Ḫulāṣat al-aṯar. Bd. III, S. 200.
3. 1 2 3  Clayer: “Une vie de saint dans l’Europe ottomane”. 1996, S. 587.
4. ↑  Brockelmann: Geschichte der arabischen Litteratur. 1949, Bd. II, S. 562.
5. ↑  az-Zirikli: al-Aʿlām. Bd. IV, S. 287.
6. ↑  Balić: Das unbekannte Bosnien. 1992, S. 226f.
7. ↑  Digitalisat der Bulaq-Ausgabe
8. ↑  Brockelmann: Geschichte der arabischen Litteratur. 1949, Bd. II, S. 562f.
9. ↑  Digitales Faksimile von Walters Ms. W.585, Khawātim al-ḥikam wa-ḥall al-rumūz wa-kashf al-kunūz.
10. ↑  Balić: Das unbekannte Bosnien. 1992, S. 227.
11. ↑  Vgl. dazu Ismet Kasumović: „The Tract on „Transcendental Humanity“ by Ali-Deda Bošnjak.“  in Prilozi Za Orijentalnu Filologiju 31 (2007) 99–110. Digitalisat

| Personendaten    | Personendaten |
| ---------------- | --- |
| NAME             | ʿAlī-Dede al-Bosnawī |
| ALTERNATIVNAMEN  | ʿAlā' ad-Dīn ʿAlī-Dede ibn Mustafā al-Bosnawī as-Sigetwārī (vollständiger Name); šaiḫ at-turba; علاء الدين علي دادا بن مصطفى البوسنيوي السكتواري (arabisch) |
| KURZBESCHREIBUNG | bosnischer Chalwatīya-Scheich, Vorsteher einer Tekke in Szigetvár und Verfasser verschiedener arabischsprachiger Werke                                      |
| GEBURTSDATUM     | 15. Jahrhundert oder 16. Jahrhundert |
| GEBURTSORT       | Mostar |
| STERBEDATUM      | 1598 |
| STERBEORT        | der Festung Szolnok |